# Шлейкин, Юрий Викторович
Юрий Викторович Шлейкин (род. 1947) — публицист, историк, издатель, заслуженный журналист Республики Карелия, заслуженный журналист Российской Федерации (2021).

## Биография
Родился в семье военного лётчика.
С 1958 года в Петрозаводске. Окончил Петрозаводский университет, историк.
С 1966 года работал в городских и республиканских газетах, главным редактором издательства «Карелия», газеты «Петрозаводск», издательства «Петропресс», заместителем редактора газеты «Ленинская правда».
В настоящее время — главный редактор (внештатный) издательства «Острова» (Петрозаводск).
Автор книг по истории и культуре Карелии.
Почётный гражданин Петрозаводска (2022).